# 36226 Mackerras
36226 Mackerras è un asteroide della fascia principale. Scoperto nel 1999, presenta un'orbita caratterizzata da un semiasse maggiore pari a 3,1470101 UA e da un'eccentricità di 0,0899440, inclinata di 5,72658° rispetto all'eclittica.